# Гонсало альвес
Гонсало альвес (порт. gonçalo-alves) — твёрдая древесина, получаемая от деревьев рода Астрониум (Astronium). Древесина часто имеет характерный контрастный полосатый рисунок, сравнимый по красоте с палисандром, за это её иногда называют «зебровым деревом» или «тигровым деревом» (англ. zebrawood, tigerwood).

## Другие названия
Эту древесину называют также муиракоатиара или урундай. В литературе на русском языке иногда используется название гонкало, на немецком — нем. Gonkalo alves.

## Общие сведения
В то время как заболонь очень светла, ядро гонсало альвеса коричневого цвета с тёмными полосами, придающими древесине уникальный облик. Цвет имеющей естественный блеск древесины на свету темнеет со временем.
В качестве источников этой древесины обычно указывают два вида деревьев: Astronium fraxinifolium и Astronium graveolens, хотя и другие виды рода Астрониум могут давать похожую древесину. Полосатость древесины может сильно варьировать. Все деревья рода произрастают в тропических лесах Южной Америки, главным экспортёром древесины гонсало альвеса является Бразилия.

## Применение
Древесина прочная и плотная, поэтому первичное её применение — это корабле- и яхтостроение, штучный паркет, массивный паркет, внутренние и наружные столярные работы; древесину также применяют для производства мебели, при изготовлении рукояток ножей и бильярдных киёв.